# Martin Hyun
Martin (Jong-bum) Hyun (* 4. Mai 1979 in Krefeld) ist ein ehemaliger deutscher Eishockeyspieler und Autor. Er ist über seine sportlichen Erfolge hinaus mit Aussagen zum Thema Integration bekannt geworden.
Hyun war der erste koreanischstämmige Eishockeyspieler in der Deutschen Eishockey Liga. Von 2015 bis 2018 war er sporttechnischer Leiter für den Bereich Eishockey und Sledge-Hockey der Olympischen und Paralympischen Winterspiele 2018 im südkoreanischen Pyeongchang.

## Karriere

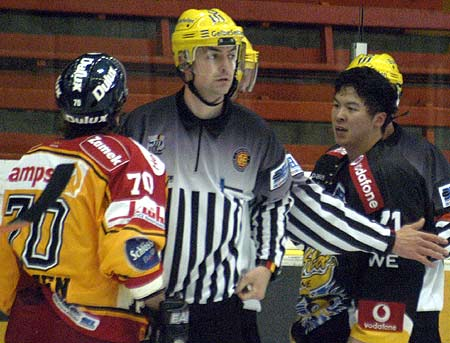
Hyun (rechts) im Trikot der Krefeld Pinguine

Bereits in seiner Jugend spielte Hyun für den Krefelder Eislauf Verein (KEV), zu dessen Amateurmannschaft er ab der Saison 1995/96 gehörte. Nach guten Leistungen im Farmteam der Krefeld Pinguine wurde Hyun in der Saison 1996/97 von dem damaligen Cheftrainer der Pinguine, Miroslav Berek, in den Profikader berufen. Bei einem Vorbereitungsspiel gegen die Duisburger Füchse gelangen dem 17-jährigen Stürmer zwei Tore. Die Saison verbrachte Hyun vorwiegend im Farmteam der Pinguine und beendete diese mit zwölf Punkten in 27 Spielen.
Von 1994 bis 1998 durchlief der Rechtsaußen alle Juniorennationalmannschaften des Deutschen Eishockey-Bundes und nahm an der World U-17 Hockey Challenge 1995 im kanadischen Moncton in der Provinz New Brunswick teil.
Ausgestattet mit einer Förderlizenz der Krefeld Pinguine wechselte Hyun in die Vereinigten Staaten. Dort spielte er für die renommierten High-School-Teams Benilde-St. Margaret’s im US-Bundesstaat Minnesota und Northwood Prep in Lake Placid im Staate New York. In Minnesota und New York gehörte Hyun stets zu den Leistungsträgern seiner Mannschaft. Nach einer erfolgreichen Saison in New York wurde Hyun von zahlreichen Collegemannschaften umworben, unter anderem dem Colby College und dem College of the Holy Cross, die der Division I der National Collegiate Athletic Association angehören. Letztlich entschied sich Hyun für die St. Michael’s Purple Knights des St. Michael’s College aus dem Bundesstaat Vermont zu spielen. Auch bei den Purple Knights gehörte Hyun zu den Leistungsträgern seines Teams und konnte in seiner Rookiesaison 15 Punkte in 25 Spielen erzielen. In seiner vorletzten Saison mit den St. Michael’s College Purple Knights wurde er Northeast-Champion der Eastern Collegiate Athletic Association der Division II.
Nach Beendigung seines Politikstudiums am St. Michael’s College in Vermont wechselte Hyun in die belgische Eredivisie, wo er von den Chiefs Leuven unter Vertrag genommen wurde. In Belgien schrieb sich Hyun für ein Magisterstudiengang in International Relations der englischen Universität Kent at Canterbury ein. In der Saison 2004/05 erfolgte der Wechsel zu seinem Heimatverein Krefeld Pinguine in die Deutsche Eishockey Liga. Zur Erinnerung an die Gastarbeitergeschichte seiner koreanischen Eltern, die 1970 und 1971 nach Deutschland kamen, trug er die Nummer 71. Sein erstes DEL-Spiel absolvierte Hyun am 17. September 2004 gegen die Kölner Haie. Damit war Hyun der erste Spieler mit koreanischen Wurzeln, der ein DEL-Spiel bestritt.
Trotz verschiedener Offerten, unter anderem auch aus der neu formierten Asia League Ice Hockey, beendete Hyun seine Profikarriere, um sich seiner beruflichen Laufbahn zu widmen.

## Beruflicher Werdegang

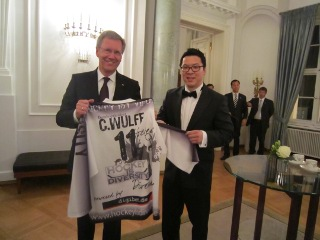
Martin Hyun überreicht Bundespräsident Christian Wulff ein Hockey-is-Diversity-Trikot (2011)

Hyun ist Politikwissenschaftler und im Besitz eines Master of Arts in International Relations von der englischen University of Kent at Canterbury. Seinen Bachelorstudiengang in Politikwissenschaften mit Nebenfach International Business absolvierte er am St. Michael’s College im amerikanischen Bundesstaat Vermont. Nachdem Hyun seine aktive Sportlerlaufbahn beendet hatte, fing er an, im Parlamentsbüro des ehemaligen südkoreanischen Ministers für Gesundheit und Soziales Kim Chong-in zu arbeiten. Auf Grund seines Engagements in der Völkerverständigung zwischen Deutschland und Korea wurde Hyun im Jahr 2005 in den Wiedervereinigungsrat des koreanischen Präsidenten Roh Moo-hyun (Advisory Council on Democratic and Peaceful Unification) berufen. Während des Staatsbesuches des südkoreanischen Präsidenten Roh Moo-hyun am 11. April 2005 wurde Hyun von Bundespräsident Horst Köhler ins Schloss Charlottenburg eingeladen. Dort überreichte Hyun dem Bundespräsidenten ein Trikot der Krefeld Pinguine. Als Vertreter eines koreanischen Migrantenverbandes nahm Hyun im September 2008 an der Jahreskonferenz Forum Demographischer Wandel teil, die von Bundespräsident Horst Köhler und der Bertelsmann Stiftung initiiert wurde. Hyun gehörte der ersten Staffel des Leadership-Programms der Bertelsmann Stiftung an, einem Netzwerk für Führungskräfte aus Migrantenselbstorganisationen. Der Schriftsteller und Kolumnist ist ebenso Geistesvater der deutsch-koreanischen Gemeinschaftsbriefmarke, die am 21. Juni 2013 von Bundespräsident Joachim Gauck in Goslar feierlich präsentiert wurde und an das 50-jährige deutsch-koreanische Anwerbeabkommen (1963–2013) und 130 Jahre diplomatische Beziehungen erinnern soll.

## Schaffen als Schriftsteller
Als Hyun während einer Südkorea Reise im Jahr 2002 eine Entdeckungsreise seiner Familiengeschichte begann, entdeckte er auch seine Leidenschaft fürs Schreiben. Im September 2008 veröffentlichte der Eb-Verlag aus Hamburg sein Debüt-Werk Lautlos-Ja Sprachlos-Nein: Grenzgänger zwischen Deutschland und Korea. Das Buch setzt sich mit dem Schicksal seiner Landsleute auseinander. Dabei erhielt Hyun prominente Unterstützung von seinem Freund Wladimir Kaminer. In Kaminers Buch Salve Papa erzählt er im Kapitel „Die Begabung“ über Hyun. Im Jahr 2010 reisten Kaminer und Hyun auf Einladung des Goethe-Instituts nach Südkorea. Neben einer gemeinsamen Literaturperformance wurde auch Kaminers Russendisko veranstaltet. Im Jahr 2012 veröffentlichte der btb-Verlag (Random House) Hyuns zweites Buch Ohne Fleiß kein Reis: Wie ich ein guter Deutscher wurde. Nach seiner Olympia Tätigkeit in Südkorea veröffentlichte der Piper Verlag sein drittes Buch "Gebrauchsanweisung für Südkorea", das sich bis dato in der 4. Auflage verkauft hat.
Sein Buch Gebrauchsanweisung für Nachbarn, das er gemeinsam mit Wladimir Kaminer verfasste, erschien 2024 und wurde zu einem literarischen Erfolg. Es erreichte in der 15. Kalenderwoche Platz 7 der Spiegel-Bestsellerliste für Taschenbuch Sachbücher.

## Soziales und politisches Engagement
Bereits während seiner aktiven Zeit als Spieler der Krefeld Pinguine konnte Hyun eine Gruppe von Persönlichkeiten aus dem Sport-, Film- und Gesellschaftsbereich gewinnen, u. a. den Filmproduzenten Christian Becker, an jedem Heiligabend seit 2004 in der Kinderkrebsklinik des Klinikums Krefeld, Geschenke an die erkrankten Kinder zu verteilen. Im Europäischen Jahr des interkulturellen Dialogs 2008 engagierte er sich zudem als einer von insgesamt 12 Ehrenbotschaftern in Deutschland. Ziel der Kampagne der Europäischen Kommission war es, die Menschen in allen 27 EU-Ländern über die Vorteile von Vielfalt zu informieren und sie für einen interkulturellen Austausch zu begeistern. Seit 2010 engagiert sich Hyun als Pate für die Kampagne Schule ohne Rassismus – Schule mit Courage.
Ebenfalls 2010 gründete er aufgrund rassistischer Erfahrungen, die er als koreanischstämmiger Eishockey-Spieler gemacht hatte, den Verein Hockey is Diversity. Der Verein hat sich seitdem international engagiert und setzt sich dafür ein, dass Eishockey zu einem inklusiven und vielfältigen Ort wird.

## Privates
Martin Hyun wuchs als zweites von drei Kindern in Krefeld auf. Er ist Sohn südkoreanischer Gastarbeiter, die 1970 als Bergarbeiter und 1971 als Krankenschwester von der Bundesrepublik Deutschland angeworben worden waren.
Hyun lebt seit 2008 in Berlin, promovierte 2018 zum Thema koreanische Arbeitsmigranten in Deutschland und heiratete im Dezember 2014 seine langjährige Freundin.

## Olympische Winterspiele 2018

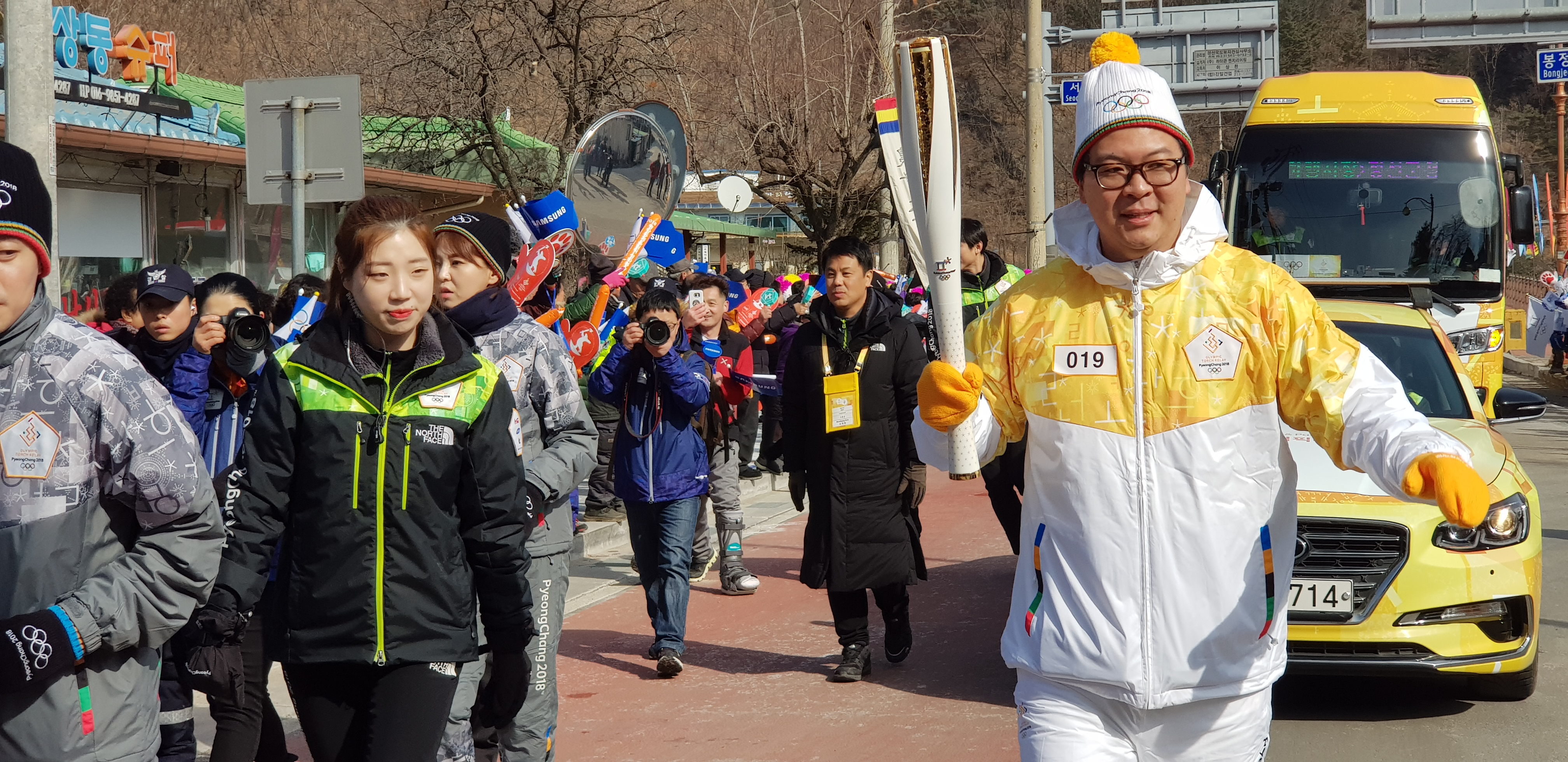
Martin Hyun als olympischer Fackelläufer

Das südkoreanische Organisationskomitee für die Olympischen und Paralympischen Winterspiele 2018 (POCOG) bestellte Martin Hyun ab dem 1. Januar 2015 zum sporttechnischen Leiter im Bereich Eishockey und Sledge-Eishockey für die Olympischen und Paralympischen Winterspiele 2018. Aufgrund seines sozialen Engagements und Engagements in der Völkerverständigung zwischen Deutschland und Korea wurde Hyun als Fackelläufer der XXIII. Olympischen Winterspiele ausgewählt.
Beim 8:0-Sieg der schwedischen Eishockey-Frauen gegen das vereinte koreanische Team ertönte Mickie Krauses Schlager-Hit „Düp, Düp“ aus den Lautsprechern. Hyun ließ Mickie Krauses Lied aus der Playlist streichen.
Als die koreanische Nationalspielerin Randi Griffin, eine US-Amerikanerin mit südkoreanischen Wurzeln, in der Vorrunde beim 1:4 gegen Japan traf, den einzigen Treffer eines gesamtkoreanischen Teams bei Olympia, sicherte Hyun den historischen Puck, der nun in der kanadischen Ruhmeshalle Hockey Hall of Fame in Toronto, Kanada ausgestellt ist.

## Sportliche Erfolge
- 2002: ECAC Division II Northeast Champion[20]

## Auszeichnungen
- 2014: Integrationspreis für außergewöhnliches Engagement im Bereich Integration, verliehen durch den türkischen Unternehmerverband SYNKO Synergie Köln e. V.(5. Februar 2014)[21]

## Bibliografie
- Gebrauchsanweisung für Nachbarn. Piper Verlag, München 2024, ISBN 978-3-492-27769-3.
- People of Deutschland. Eden Books, 2023, ISBN 978-3-95910-398-5.(mit einem Beitrag von Martin Hyun)
- Gebrauchsanweisung für Südkorea. Piper Verlag, München 2018, ISBN 978-3-492-27724-2.
- Ohne Fleiß kein Reis: Wie ich ein guter Deutscher wurde. btb-Verlag (Random House), München 2012, ISBN 3-442-75343-0.
- Lautlos-Ja Sprachlos-Nein: Grenzgänger zwischen Deutschland und Korea. Eb-Verlag, Hamburg 2008, ISBN 978-3-936912-84-5.
- Aufgeben ist nicht mein Weg: Bildungswelten in der Einwanderungsgesellschaft. Bertelsmann Stiftung, Gütersloh 2008, ISBN 978-3-89204-982-1. (mit einem Beitrag von Martin Hyun)
- Karsten Krampitz, Heiko Werning (Hrsg.): Heimat, Heimweh, Heimsuchung. Kramer, Berlin 2010, ISBN 978-3-87956-338-8. (mit einem Beitrag von Martin Hyun)
- HIER Stadtgeschichten / Stadsverhalen (deutsch / niederländisch) Literait Productiehuis Wintertuin 2010. (mit einem Beitrag von Martin Hyun)
- Marvin Oppong (Hrsg.): Migranten in der deutschen Politik. VS-Verlag, Wiesbaden 2011, ISBN 978-3-531-17057-2. (mit einem Beitrag von Martin Hyun)

## Pressestimmen
Frankfurter Allgemeine Zeitung

„Überzeugt mit humorvoll-unbestechlichem Blick!“

 Deutschlandradio Kultur

„Witzig, freundlich, zugleich tiefgründig und zuweilen scharf formuliert!“

 taz. die tageszeitung

„Humorvoll und kritisch, ein wichtiger
Beitrag zur Integrationsdebatte!“

 Wladimir Kaminer

„Seit ich in Deutschland bin, wurde ich hier als etwas Besonderes,
nämlich als Mensch mit Migrationshintergrund behandelt. Dabei
ist ein Migrationshintergrund etwas, das alle Menschen besitzen,
sie sind dazu verdammt, ihr Leben lang die gewohnte Landschaft zu verlassen,
sei es die Schule, die Familie oder Mutters Bauch. Sie brechen aus,
um in der Fremde das Glück zu suchen. Sie bringen Farbe ins Leben.
Endlich hat einer darüber geschrieben – Martin Hyun.“

 Der Freitag

„Witzig, ironisch, unterhaltsam und auch sehr erhellend!“